# Suka Beras
Suka Beras is een bestuurslaag in het regentschap Serdang Bedagai van de provincie Noord-Sumatra, Indonesië. Suka Beras telt 809 inwoners (volkstelling 2010).